# Église Notre-Dame-de-Bon-Voyage de Cannes
L'église Notre-Dame-de-Bon-Voyage est une église paroissiale catholique située en France sur la commune de Cannes dans le département des Alpes-Maritimes.
Elle est dédiée à Notre-Dame de Bon-Voyage sur la place de la Castre dans le quartier Centre - Croisette.

## Historique
Une chapelle existe sur ce site depuis le XVIe siècle. Elle est d'abord dénommée Notre-Dame des Sables, puis Notre-Dame-du-Bord-de-Mer, puis Notre-Dame-de-Bon-Port.
Pendant la Révolution, la chapelle Notre-Dame-de-Bon-Voyage sert d'atelier de tonnellerie.
1852 : le conseil de fabrique décide d'acheter à M. Tournaire la chapelle Notre-Dame-de-Bon-Voyage pour la somme de 6 000 francs. Cet achat est approuvé par le conseil municipal le 29 juillet
1865 : Après le rattachement du Comté de Nice à la France, en 1860, l'arrondissement de Grasse est distrait du département du Var pour créer avec l'ancien comté de Nice le département des Alpes-Maritimes. L'augmentation de la population dans la ville basse et la difficulté pour ces paroissiens de se rendre à l'église Notre-Dame-d'Espérance, une pétition demande au conseil municipal l'agrandissement de la chapelle Notre-Dame-de-Bon-Voyage. Le conseil municipal décide en février 1865 d'attribuer une somme de 5 150 francs par an pendant 20 ans à titre de subvention pour réaliser cet agrandissement. Le conseil de fabrique décide un mois plus tard de construire une nouvelle église à l'emplacement de la chapelle Notre-Dame-de-Bon-Voyage. Il achète le terrain autour de la chapelle à M. Tournaire. En décembre 1865, décret impérial autorisant la construction de l'église Notre-Dame-de-Bon-Voyage.
1867 : le 28 avril, le conseil de fabrique demande une subvention au gouvernement pour la construction de la nouvelle église.
1868 : le 13 février, Bernard Bauer fait un sermon de charité pour la construction de l'église Notre-Dame-de-Bon-Voyage. La chapelle est détruite. Le 15 décembre, Joseph Zongo Ondedei, l'évêque de Fréjus, bénit la première pierre de l'église Notre-Dame-de-Bon-Voyage. La construction de l'église est faite suivant les plans de l'architecte Laurent Vianay (1843–1928). 
1870 : la guerre franco-allemande de 1870 interrompt les travaux. Le projet initial n'a jamais été terminé.
1873 : Couverture du ruisseau du Châtaignier entre La Croisette et la place Notre-Dame (Frommer), actuelle rue Buttura. 
1875 : le 10 mai, le conseil municipal exprime le vœu que l'église Notre-Dame-de-Bon-Voyage soit érigée en paroisse.
1879 : le 2 novembre, l'église est consacrée.
Vers 1900 : les deux clochers sont détruits.
1920 : la tribune d'orgue est consolidée sur les plans de l'architecte Laurent Vianay.
1924 : la municipalité fait élargir la porte nord de l'église.

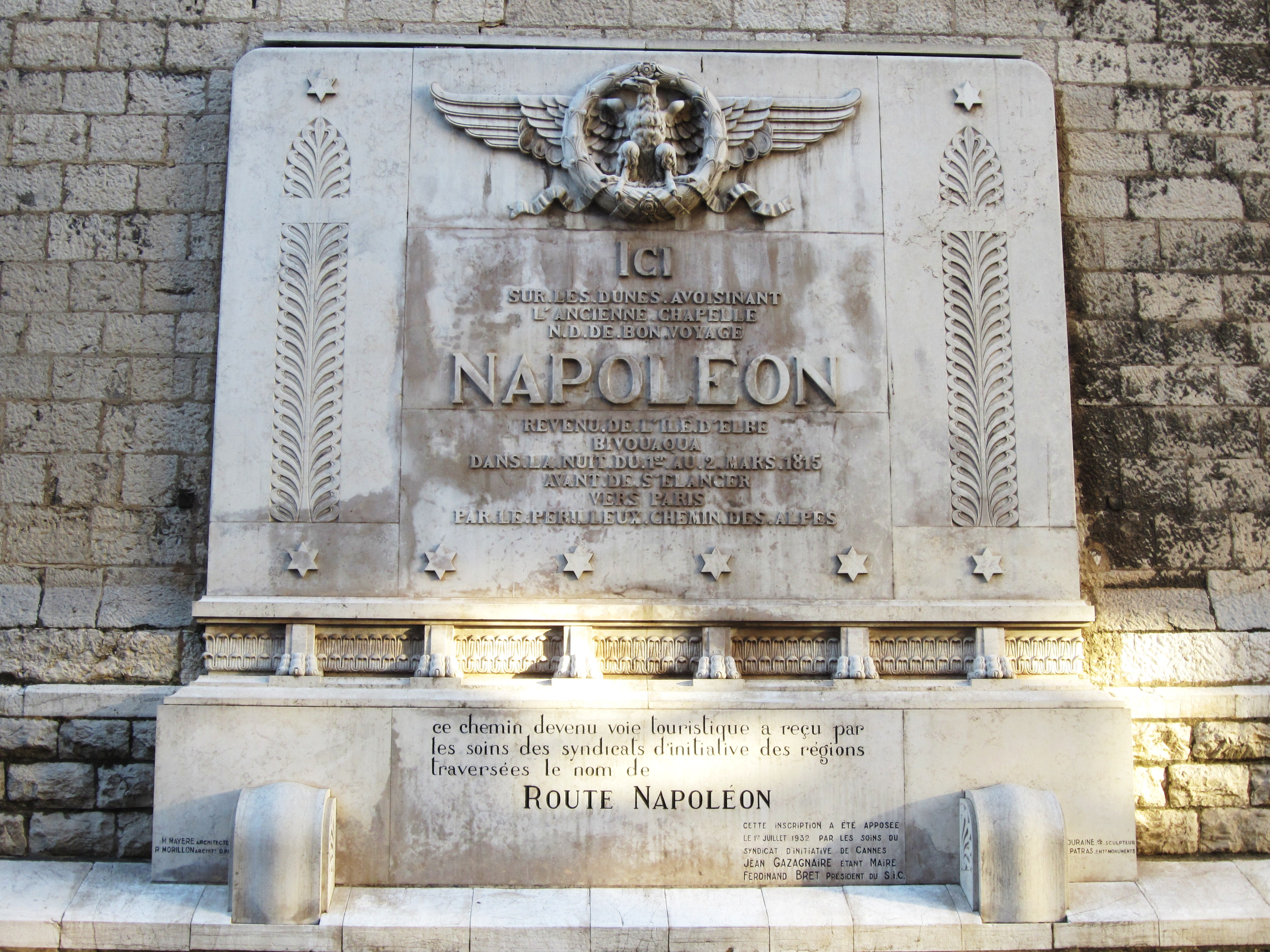
Monument Napoléon

1932 : le 1er juillet, en présence du maire Jean Gazagnaire, une plaque a été placée sur le mur extérieur nord, rappelant que Napoléon Ier a établi son premier bivouac sur ce site après sa fuite de l'île d'Elbe le 1er mars 1815. Le monument a été réalisé par les architectes M. Mayère et Raymond Morillon, sculpté par Marcel Bouraine (1886–1948) et mis en place par les entrepreneurs L. et E. Patras.

2018-2019 : Restauration de l'église en commençant par l'intérieur de l'église puis l'extérieur.
2021 : le 23 décembre, la ville de Cannes reçoit le prix départemental des Rubans du Patrimoine pour la restauration de l'église.

## Architecture
L'église est de Style néo-roman. 

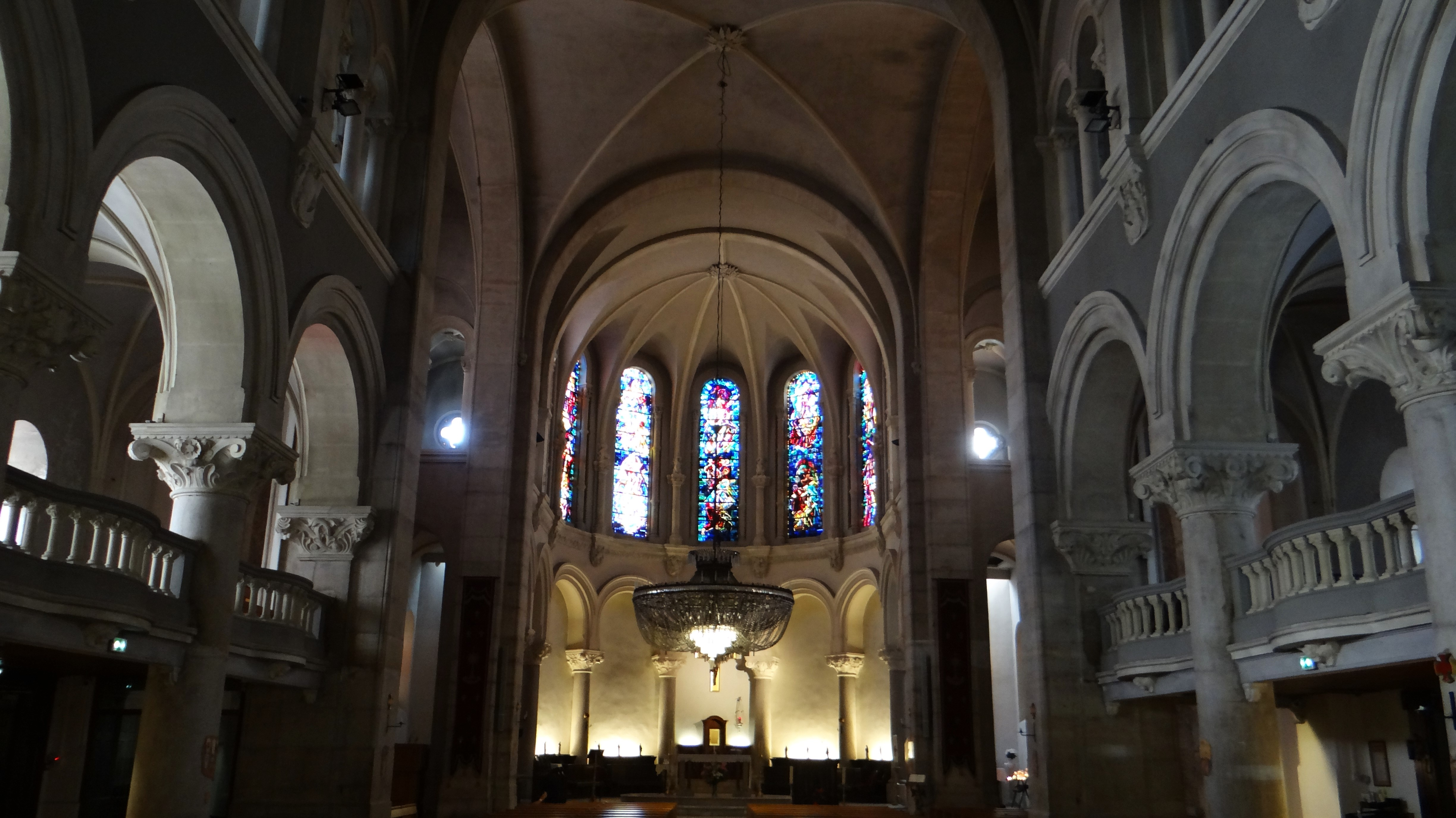
Nef centrale
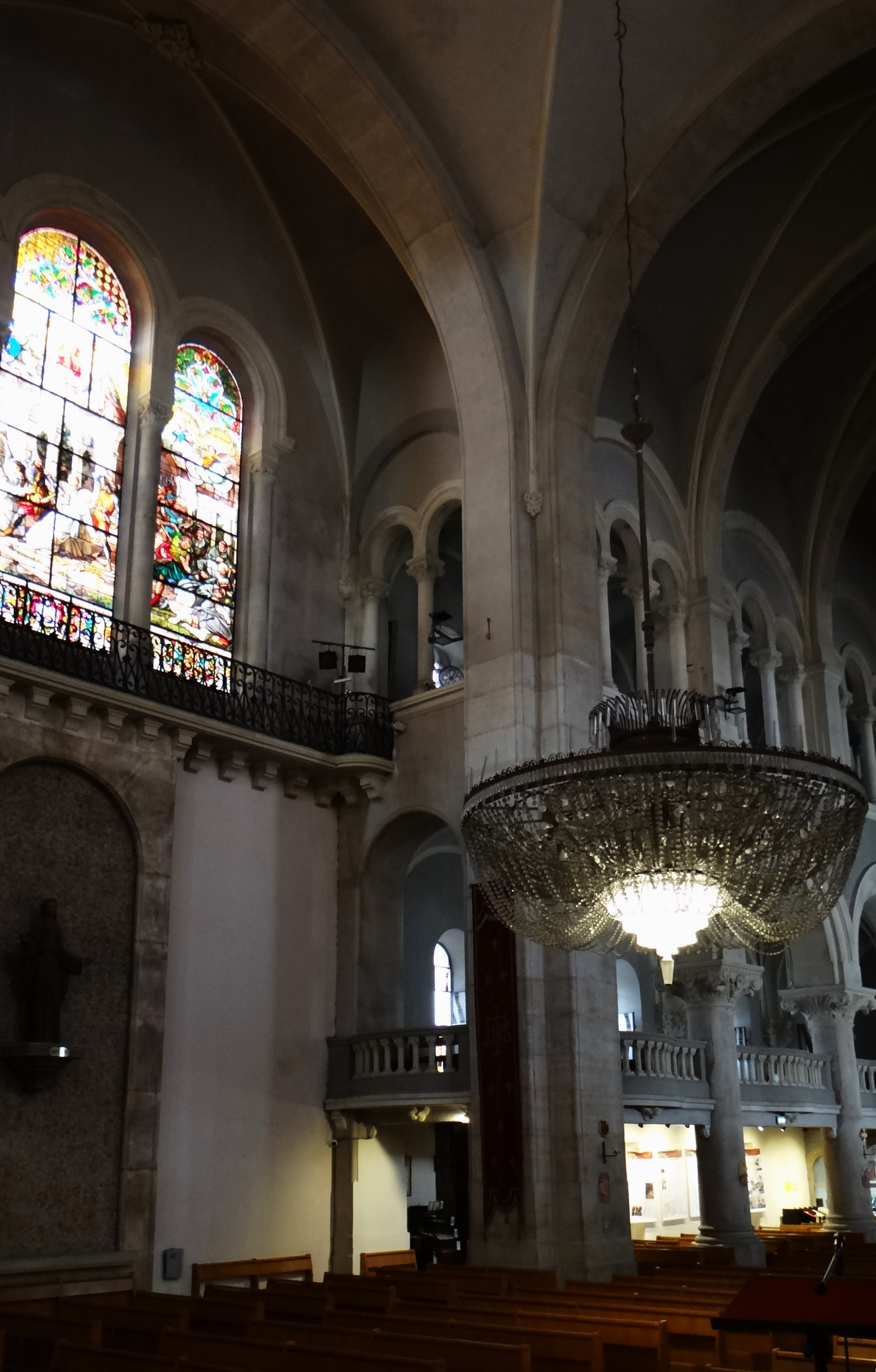
Le croisillon sud, le collatéral et les tribunes au-dessus du collatéral sud
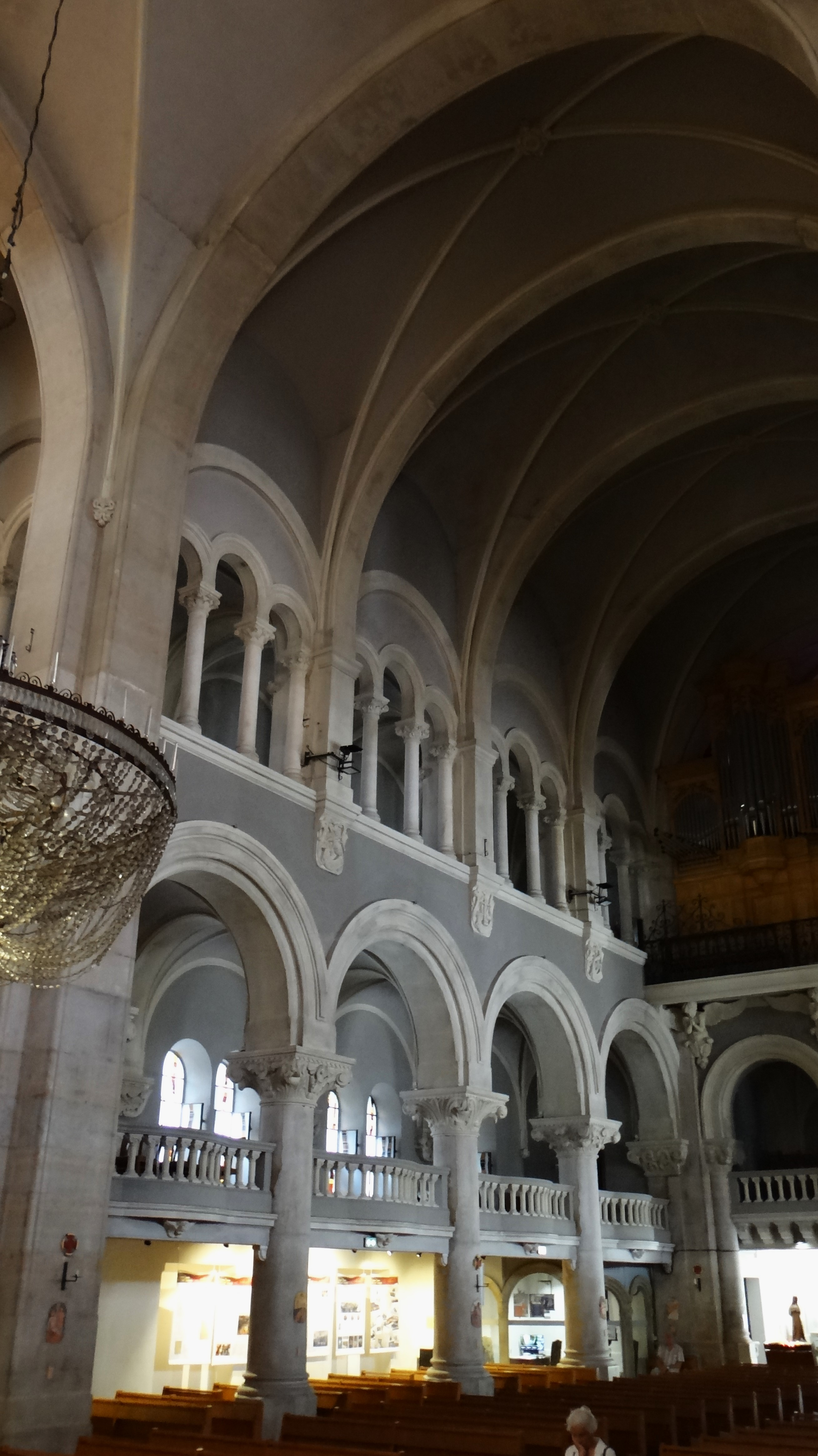
Les trbunes au-dessus du collatéral sud

## Orgue
Albert Frommer (1875-1952) est nommé en décembre 1896 organiste et maître de chapelle de l’église Notre-Dame-de-Bon-Voyage de Cannes sur la recommandation de Charles-Marie Widor. Il va organiser des concerts avec des choristes à partir de 1898. Son action s'est étendue à la peinture et à l'art dramatique et donner naissance à la création de l’Union artistique, en 1900, dont le président d'honneur est Jules Massenet. Albert Frommer en est le directeur artistique. Un nouvel orgue réalisé par les facteurs d'orgues Félix et Henry Vignolo de Marseille est inauguré en janvier 1901,. La composition de l’orgue est remaniée en 1963 par Pierre Chéron.
L'orgue de 1901 a été reconstruit en 2008 par l'entreprise de facture d'orgue Muhleisen. Il dispose de quatre claviers et de 65 registres.
Un orgue de chœur du facteur d'orgues Yves Cabourdin est installé en 1978. Il est inauguré pour le centenaire de la consécration de l'église. Il a été vendu en 1998 au maire de Rignac pour être placé dans l'église Saint-Pierre de Rignac.
L'Association des amis de l'orgue de Cannes organise des concerts d'orgue.

## Vitraux
Les fenêtres du transept représentent, dans le croisillon nord, la Lapidation de saint Étienne, et, dans le croisillon sud, le Martyre de l'abbé saint Porcaire II et de 500 moines de l'abbaye de Lérins vers 731. 
Les fenêtres du chœur ont été brisées le 15 août 1944 et ont été remplacées par celles de l' entreprise de peinture sur verre Mauméjean. Ils représentent des scènes de la vie de la Sainte Famille. 

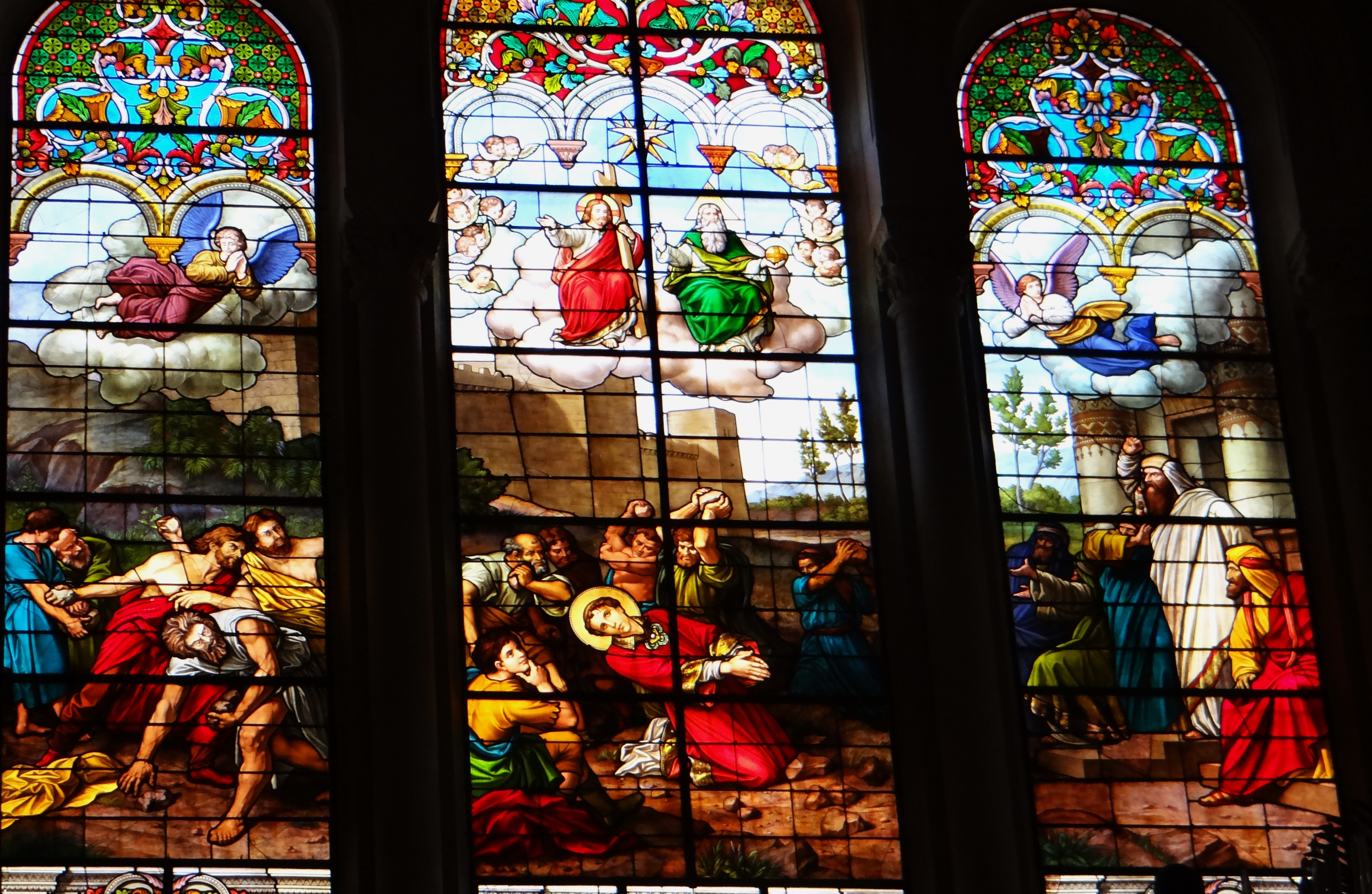
Verrière de la Lapidation de saint Étienne.
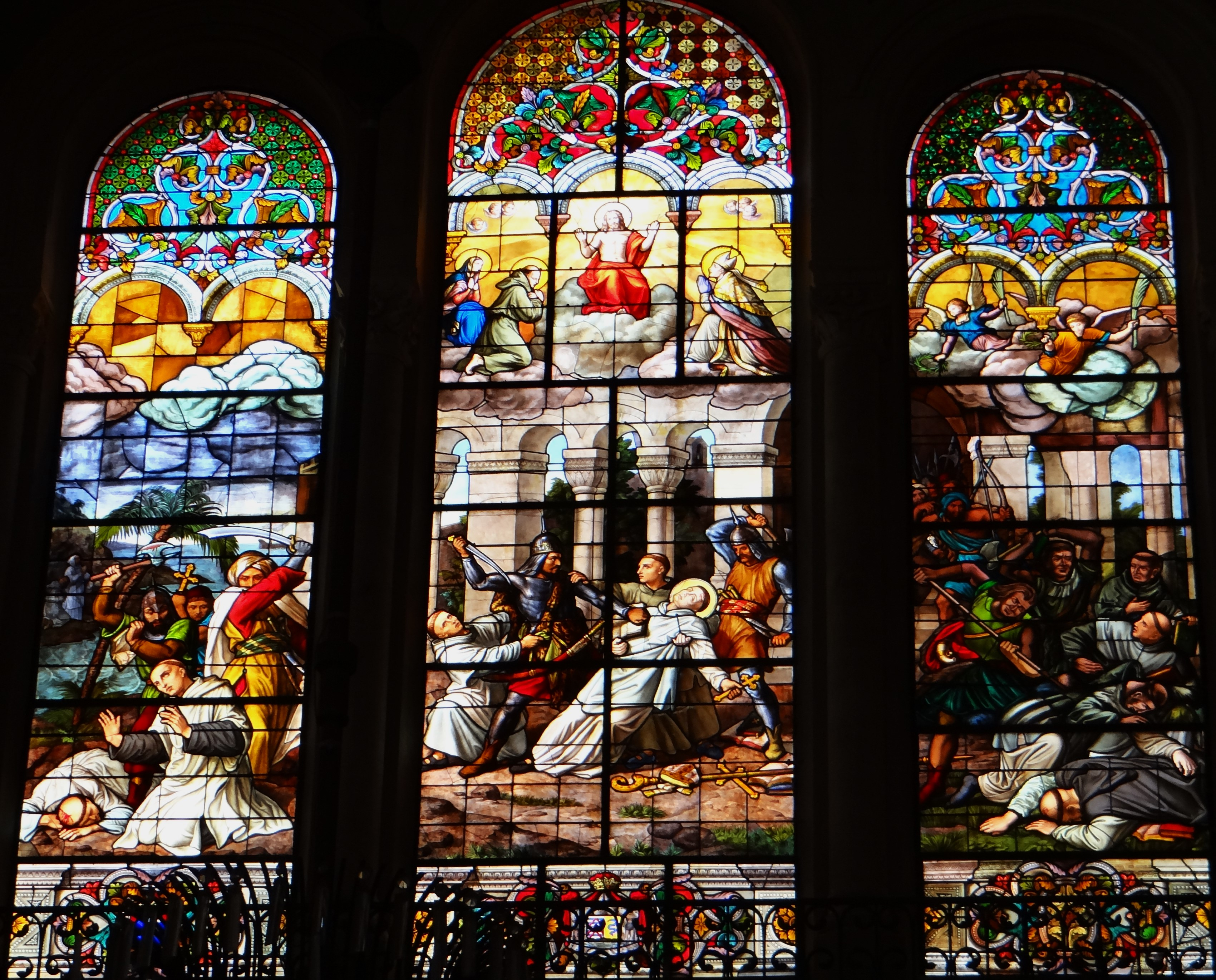
Verrière du Martyre de l'abbé saint Porcaire II et de 500 moines de l'abbaye de Lérins, vers 731, réalisé par Charles-François Champigneulle entre décembre 1878 et mars 1879.
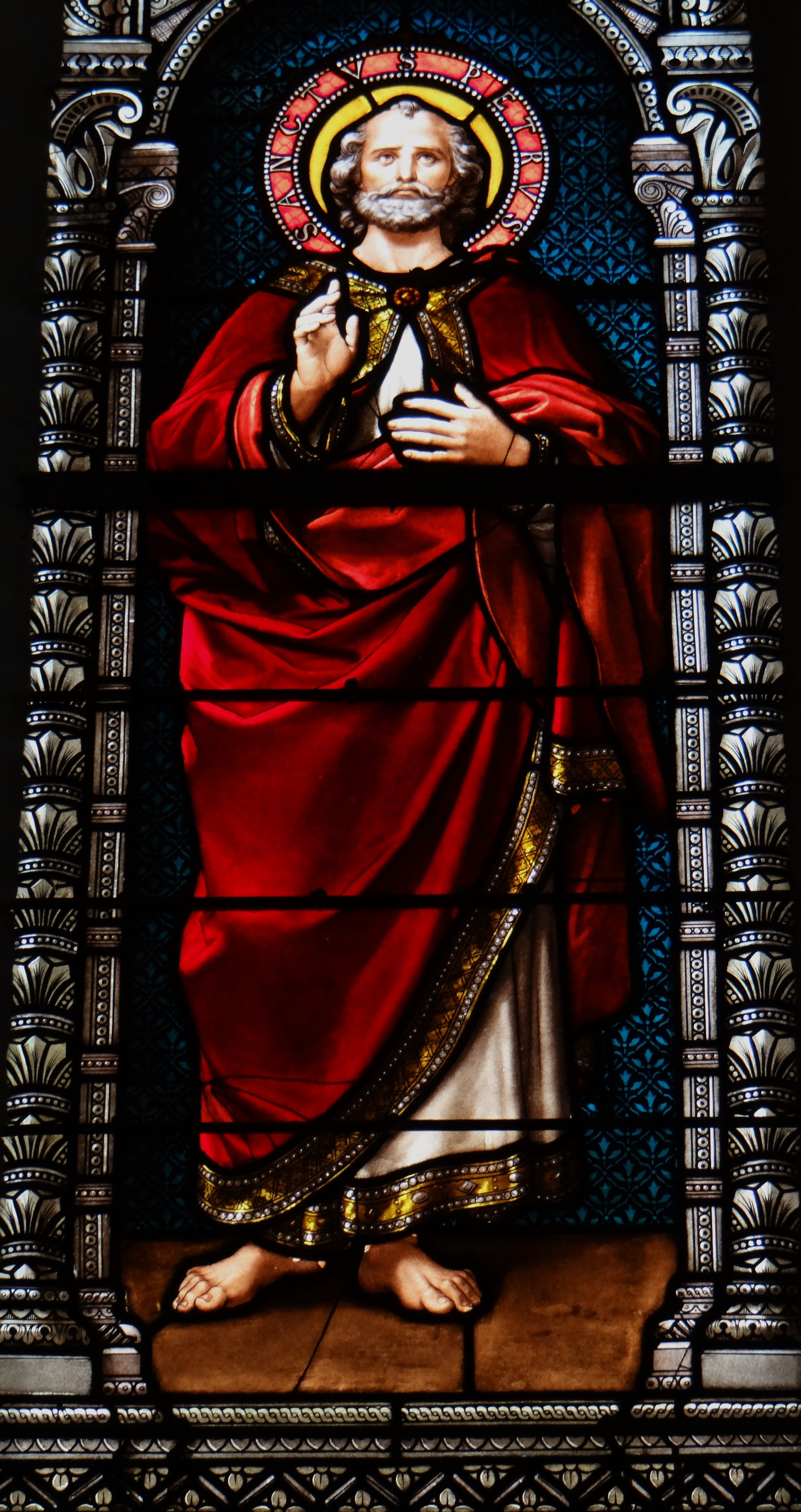
Vitrail de saint Pierre.
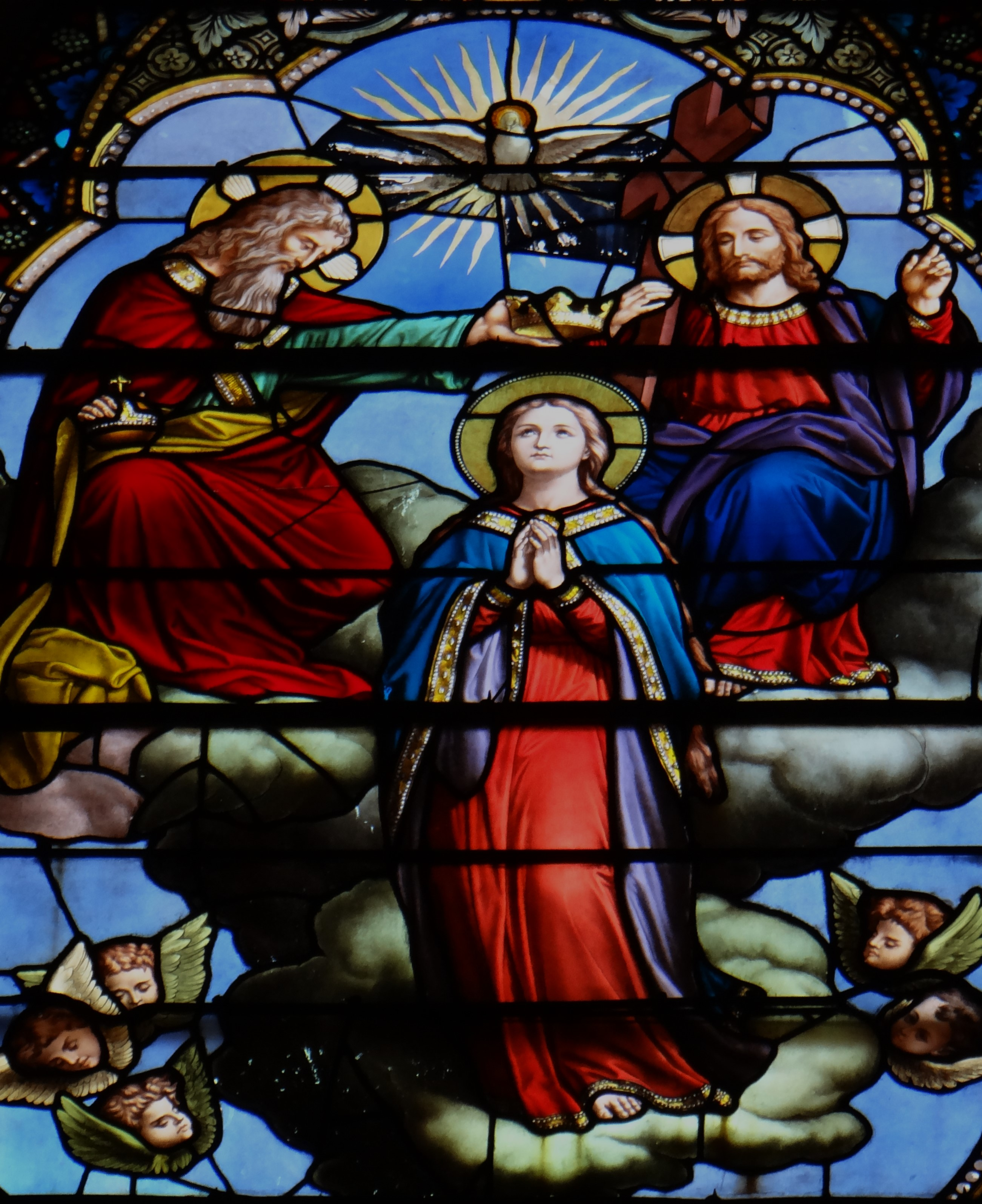
Vitrail du Couronnement de la Vierge.
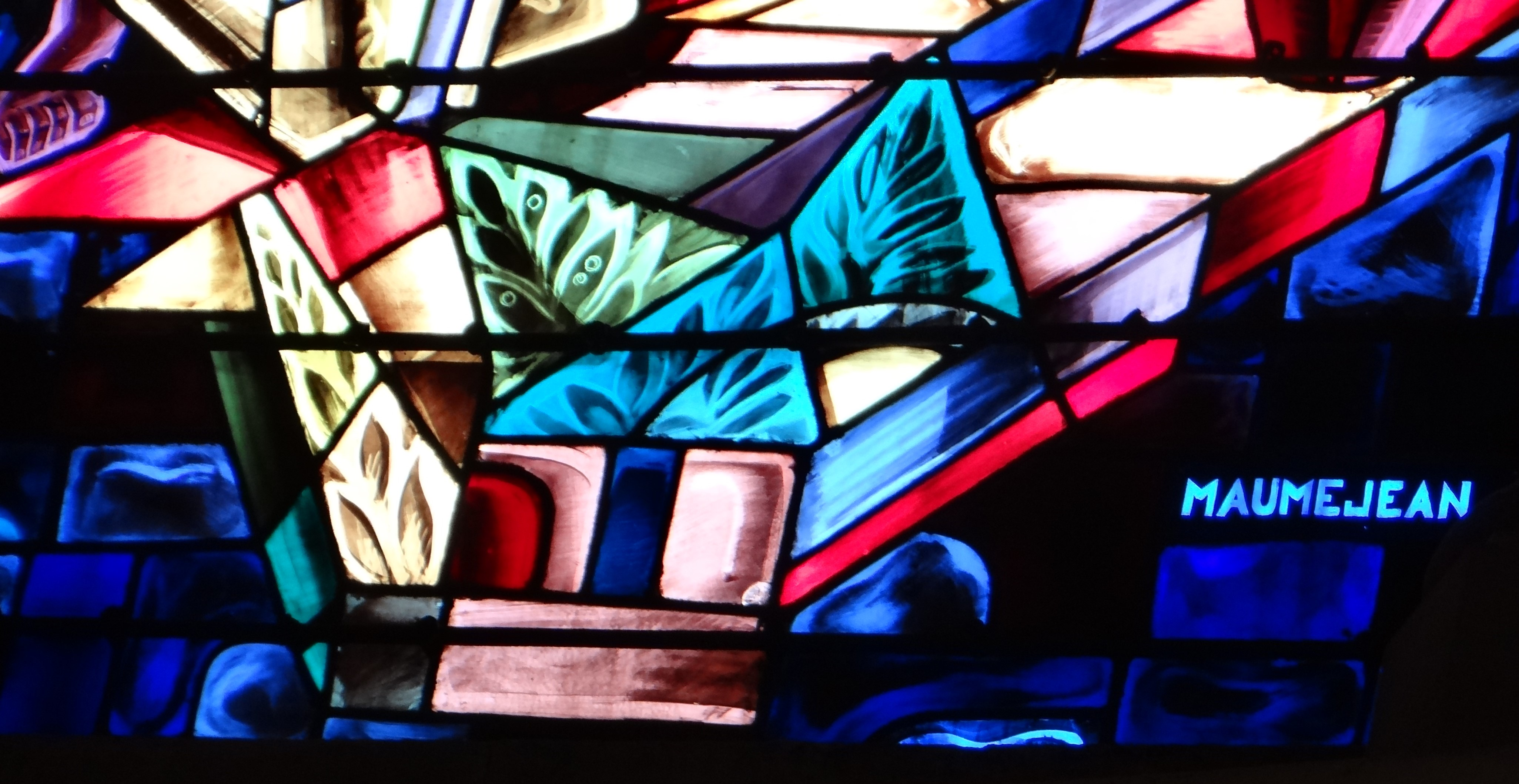
Signature Mauméjean des vitraux de l'abside

## Mobilier
L'église présente un crucifix du XVIe siècle ainsi que des statues de la Vierge du XVIIIe siècle et de saint Joseph de Nazareth, sainte Anne, saint Antoine de Padoue, saint Nicolas de Myre et sainte Rita de Cascia. 